# Astaena oblonga
Astaena oblonga är en skalbaggsart som beskrevs av Moser 1918. Astaena oblonga ingår i släktet Astaena och familjen Melolonthidae. Inga underarter finns listade.